# Вачеллия Зибера
Вачеллия Зибера (лат. Vachellia sieberiana), до недавнего времени известная как Acacia sieberiana, также широко известная как paperbark acacia, — дерево родом из Южной Африки, завезённое в Пакистан. Используется во многих районах для различных целей. Высота дерева варьируется от 3 до 25 м, диаметр ствола — от 0,6 до 1,8 м. Вид не находится под угрозой исчезновения.

## Использование
Вид ценится в основном как источник корма, лекарственного сырья и древесины. Внутренняя поверхность коры является источником волокна, используемого для нанизывания бус. Смола съедобна, домашние животные обходят дерево и питаются опавшими стручками, разнося в своих экскрементах жизнеспособные семена. Цветы дерева служат хорошим кормом для пчёл, и пчеловоды ставят ульи прямо на деревьях. Листья дерева обычно выделяют токсичные химические соединения, если дерево сильно объедено животными, некоторые из них могут выделять синильную кислоту при попадании в организм, что может быть смертельно опасно для скота. Опавшие стручки и листва могут служить спасительным кормом в засушливое время года.
Смола дерева используется в пищу, в качестве клеящего вещества, а также как ингредиент для изготовления чернил.

### Применение в традиционной медицине
В Африке кора или корень используются для лечения воспаления мочевыводящих путей. Кора обладает вяжущими свойствами и используется для лечения простуды, кашля и детской лихорадки. По данным World AgroForestry Centre: «Отвар корня принимают как средство от боли в желудке. Кора, листья и смола используются для лечения ленточных червей, бильхарзии, кровотечений, орхита, простуды, диареи, гонореи, проблем с почками, сифилиса, офтальмии, ревматизма и заболеваний кровеносной системы. Используется также как вяжущее средство. Стручки служат смягчающим средством, а корни — при болях в желудке, угревой сыпи, ленточных червях, проблемах с уретрой, отеках и водянке».

### Азотфиксация
Как и многие бобовые, Vachellia sieberiana содержит на корнях бактерии Rhizobium. Бактерии фиксируют газообразный азот из воздуха и, не требуя азотных удобрений или почвенных нитратов, превращают его в азотные соединения, необходимые для питания растений. В конечном счете окружающие растения также выигрывают от увеличения доступного азота, поэтому такие растения, как Vachellia, имеют особое экологическое значение.

### Таннин
Таннин содержится в коре и семенных стручках.

### Древесина
Древесина достаточно твёрдая и используется для изготовления мебели, ручек для орудий труда и инструментов для ручного измельчения зерна. Плотность древесины V. sieberiana составляет около 655 кг/м³.